# Northdale (Florida)
Northdale es un lugar designado por el censo ubicado en el condado de Hillsborough en el estado estadounidense de Florida. En el Censo de 2010 tenía una población de 22.079 habitantes y una densidad poblacional de 994,72 personas por km².

## Geografía
Northdale se encuentra ubicado en las coordenadas 28°6′17″N 82°31′41″O / 28.10472, -82.52806. Según la Oficina del Censo de los Estados Unidos, Northdale tiene una superficie total de 22.2 km², de la cual 20.94 km² corresponden a tierra firme y (5.67%) 1.26 km² es agua.

## Demografía
Según el censo de 2010, había 22.079 personas residiendo en Northdale. La densidad de población era de 994,72 hab./km². De los 22.079 habitantes, Northdale estaba compuesto por el 82.59% blancos, el 6.86% eran afroamericanos, el 0.21% eran amerindios, el 4.66% eran asiáticos, el 0.05% eran isleños del Pacífico, el 2.79% eran de otras razas y el 2.84% pertenecían a dos o más razas. Del total de la población el 23.51% eran hispanos o latinos de cualquier raza.